# Marcel Hendrickx (acteur)
Marcel Hendrickx (Temse, 26 december 1920 - Antwerpen, 28 mei 1981) was een Vlaams acteur en hoorspelacteur.
Hij was een vaste kracht in de meeste BRT jeugdseries vanaf 1963-1964 toen hij een rol had in De Tijdscapsule. In 1965 was hij een baljuw in Johan en de Alverman. In 1966 was hij Commissaris Talboom in Axel Nort. In 1969 speelde hij mee in Fabian van Fallada. In 1973 vertolkte hij de rol van Bruno Pienter in De Kat.
Hij speelde ook mee in tientallen televisiefilms en enkele televisieseries doorheen de jaren '50, '60 en '70. In het begin van de jaren 70 speelt hij de rol van notaris Blomkwist in De kleine waarheid. In 1979 was hij Gaston Malfeyt in Maria Speermalie.
Hij was onder andere te horen in De vertraagde film  (Herman Teirlinck - Frans Roggen, 1967), Een geluk dat we geld hebben (Kirsti Hakkarainen - Jos Joos, 1969), Een bruiloftsdag (Paolo Levi - Herman Niels, 1970), Het ruilhoofd (Andries Poppe - Jos Joos, 1971) en Ella (Rhys Adrian - Frans Roggen, 1971).